# Ráfol de Salem
Ráfol de Salem, en castillan et officiellement[réf. nécessaire] (El Ràfol de Salem en valencien), est une commune de la province de Valence, dans la Communauté valencienne, en Espagne. Elle est située dans la comarque de la Vall d'Albaida et dans la zone à prédominance linguistique valencienne.

## Géographie

Localisation de Ráfol de Salem
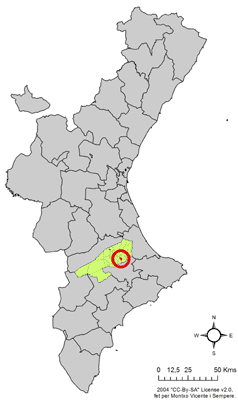
dans la Communauté valencienne.
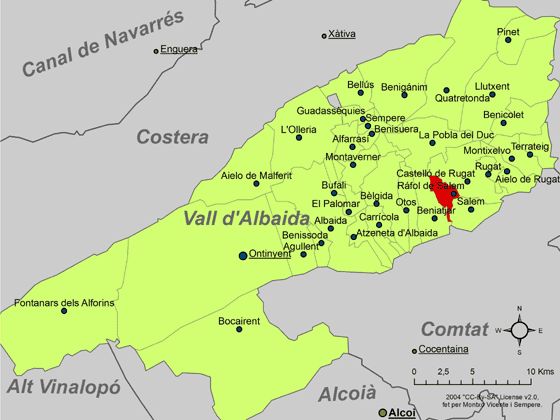
dans la comarque de la Vall d'Albaida.